# Mantova 1911
Mantova 1911 Società Sportiva Dilettantistica a Responsabilità Limitata (Mantova 1911 S.S.D. a r.l.), cunoscută ca Mantova  este o echipă de fotbal din Mantua, Lombardia care evoluează în Serie C2[*].
Mantova a jucat consecutiv în Serie B italiană din sezonul 2005–06 până în 2009–10 ca Associazione Calcio Mantova (A.C. Mantova), când a fost retrogradată după încheierea sezonului pe locul 20.
În vara anului 2010, clubul a intrat în faliment și a fost refundat în calitate de Mantova F.C., fiind promovat imediat în sezonul următor din grupa B din Serie D la Lega Pro Seconda Divisione. Clubul a dat din nou faliment în 2017 și de atunci a jucat trei sezoane consecutive în Serie D.

## Istorie
AC Mantova a fost fondată în 1911. A jucat în Serie A timp de 7 sezoane (1961/62, 1964/65, 1966/67, 1967/68, 1971/72), fiind denumită în acea perioadă ca Mica Brazilie  (Piccolo Brasile). Mantova a mai jucat 8 sezoane în Serie B, câștigând unul singur (1970/71).

## Lot din 2019
La 2 ianuarie 2019.
| Nr. |          | Poziție | Jucător            |
| --- | -------- | ------- | ------------------ |
|     | Grecia   | P       | Vasilis Athanasiou |
|     | Italia   | P       | Nicola Borghetto   |
|     | Lituania | P       | Arijus Bražinskas  |
|     | Italia   | P       | Leonardo Doro      |
|     | Italia   | F       | Simone Aldrovandi  |
|     | Italia   | F       | Andrea Bertozzini  |
|     | Italia   | F       | Fabrizio De Santis |
|     | Italia   | F       | Jody Maistrello    |
|     | Italia   | F       | Luigi Manzo        |
|     | Italia   | F       | Manuel Musiani     |
|     | Italia   | F       | Lorenzo Riccò      |
|     | Italia   | M       | Lorenzo Cecchi     |

| Nr. |           | Poziție | Jucător              |
| --- | --------- | ------- | -------------------- |
|     | Italia    | M       | Alessandro Cherubin  |
|     | Argentina | M       | Matías Claudio Cuffa |
|     | Italia    | M       | Sante Giacinti       |
|     | Germania  | M       | Nicola Guglielmelli  |
|     | Italia    | M       | Simone Minincleri    |
|     | Italia    | M       | Federico Varano      |
|     | Italia    | A       | Christian Altinier   |
|     | Italia    | A       | Nicola Ferrari       |
|     | Italia    | A       | Francesco Finocchio  |
|     | Italia    | A       | Gianluca Sbordone    |
|     | Italia    | A       | Luigi Scotto         |
|     | Ghana     | A       | Johnson David Yeboah |

## Jucători notabili
| - Anton Allemann - Gustavo Giagnoni - Dario Hübner - William Negri - Carlo Nervo - Paolo Poggi |  | - Ettore Recagni - Karl-Heinz Schnellinger - Angelo Sormani - Giorgio Veneri - Dino Zoff - Gabriele Graziani |

## Antrenori notabili
- Ottavio Bianchi
- Roberto Boninsegna
- Mario Corso
- Edmondo Fabbri
- Nándor Hidegkuti

## Titluri
- Serie B: 1
- Serie C: 1
- Serie C2: 3